# Wacław Gapiński
Wacław Gapiński (ur. 8 października 1932 w Bieżuniu, zm. 16 maja 2010 w Gostyninie) – polski duchowny katolicki, kapłan diecezji płockiej, prawnik.
Święcenia kapłańskie przyjął w katedrze płockiej w 1956 z rąk bp. Tadeusza Pawła Zakrzewskiego. Po kilkuletniej pracy w roli wikariusza skierowany do Kurii Diecezjalnej Płockiej. Pełnił funkcję diecezjalnego wizytatora religii, był także kierownikiem wydziału duszpasterskiego oraz wydziału katechetycznego. Ukończył prawo na Akademii Teologii Katolickiej w Warszawie.
W 1986 został mianowany proboszczem parafii katedralnej św. Zygmunta w Płocku. Znany ze swej dobroci, otwartości i serdeczności  ponad siedemnastoletnią pracą na tym stanowisku zaskarbił sympatię tysięcy mieszkańców miasta. Jego urzędowanie wiąże się z ważnymi wydarzeniami - m.in. wizytą Jana Pawła II 7 czerwca 1991 roku. Kapelan licznych lokalnych organizacji m.in. Związku Represjonowanych Żołnierzy-Górników czy Związku Żołnierzy Armii Krajowej.
W 2003 przeszedł na emeryturę. W mszy wieńczącej jego służbę w katedrze wzięły udział setki wiernych, co świadczyło o wielkim szacunku. W dowód uznania dla zasług biskup Stanisław Wielgus odznaczył ks. Gapińskiego zaszczytnym tytułem Prałata Scholastyka Kapituły Katedralnej Płockiej.
Uroczystości pogrzebowe ks. Gapińskiego odbyły się 19 maja 2010 roku w bazylice katedralnej Wniebowzięcia Najświętszej Maryi Panny w Płocku. Został pochowany w grobowcu kanoników katedralnych na Cmentarzu Starym w Płocku..